# 田中秀雄
田中 秀雄（たなか ひでお、1952年 - ）は、日本近現代史研究家、映画評論家である。東亜連盟の流れをくむ石原莞爾平和思想研究会をはじめ、台湾研究フォーラム、日韓教育文化協議会、軍事史学会、戦略研究学会等の会員。
福岡県出身。慶應義塾大学文学部を卒業。映画『南京の真実』第一部『七人の死刑囚』については高く評価している。

## 著作
- 『映画に見る東アジアの近代』（芙蓉書房出版、2002年9月）、ISBN 482950322X
- 『石原莞爾と小澤開作 民族協和を求めて』（芙蓉書房出版、2008年6月）、ISBN 4829504234
- 『石原莞爾の時代 時代精神の体現者たち』（芙蓉書房出版、2008年6月）、ISBN 4829504242
- 『朝鮮で聖者と呼ばれた日本人』（草思社、2010年2月）、ISBN 4794217471
- 『日本はいかにして中国との戦争に引きずり込まれたか　支那通軍人・佐々木到一の足跡から読み解く』（草思社、2014年6月）、ISBN 4794220545
- 『日本を一番愛した外交官　ウィリアム・キャッスルと日米関係』（芙蓉書房出版、2023年3月）、ISBN 4829508566

## 訳書・解説
- 『暗黒大陸中国の真実』ラルフ・タウンゼント[2]（田中秀雄・先田賢紀智共訳、芙蓉書房出版、2004年7月／普及版2007年、新装版2020年）、ISBN 978-4829507889
- 『アメリカはアジアに介入するな!』ラルフ・タウンゼント[3]（田中秀雄・先田賢紀智共訳、芙蓉書房出版、2005年7月）、ISBN 978-4829503614
  - 増補新編『続 暗黒大陸中国の真実 ルーズベルト政策批判 1937-1969』（芙蓉書房出版、2020年11月）、ISBN 978-4829508022
- 『中国の戦争宣伝の内幕　日中戦争の真実』フレデリック・ヴィンセント・ウィリアムズ（芙蓉書房出版、2009年11月）、ISBN 4829504676
- 『もうひとつの南京事件－日本人遭難者の記録』（中支被難者聯合会編[4]、新編解説、芙蓉書房出版、2006年6月）、ISBN 4829503815
- 『中学生にも分かる慰安婦・南京問題』（西村幸祐編、田中秀雄ほか共著、オークラ出版、2007年7月）、ISBN 978-4775509302
- 『満洲国建国の正当性を弁護する』 ジョージ・ブロンソン・リー（草思社、2016年7月）、ISBN 978-4794222114
- 『日米戦争の起点をつくった外交官』 ポール・サミュエル・ラインシュ（芙蓉書房出版、2022年10月）、ISBN 978-4829508466